# 纂木村
纂木村，是中华人民共和国山西省晋中市寿阳县西洛镇下辖的一个村。。

## 历史文化
2019年6月6日，纂木村公布为第五批中国传统村落。
2021年8月4日，纂木皇恩寺公布为第六批山西省文物保护单位，编号6-116。